# Lecanopsis taurica
Lecanopsis taurica är en insektsart som beskrevs av Borchsenius 1952. Lecanopsis taurica ingår i släktet Lecanopsis och familjen skålsköldlöss. Inga underarter finns listade i Catalogue of Life.